# Daniel Shechtman
Daniel (Dan) Shechtman (Hebreeuws: דן שכטמן) (Tel Aviv, 24 januari 1941) is de Philip Tobias Professor of Materials Science aan het Technion en professor materiaalkunde op de Iowa State University. Op 8 april 1982 ontdekte hij de zogenaamde icosaëdrische fase, hetgeen de start vormde van het onderzoek op het gebied van de quasikristallen. Hij kreeg daarvoor in 2011 de Nobelprijs voor de Scheikunde.

## Biografie
Shechtman sturdeerde aan Technion, het Israëlisch Instituut voor Technologie, waar hij in 1966 zijn bachelordiploma behaalde, in 1968 een mastergraad en promoveerde in 1972. Tot Shechtmans ontdekking lieten alle bekende vaste kristallijne stoffen een regulier herhalend patroon zien. Echter in 1982 ontdekte hij zogenaamde quasiperoidieke materialen, ofwel materialen waarin deze periodieke structuren ontbreken. Deze ontdekking deed hij toen hij een nieuw kristal van aluminium en mangaan in zijn laboratorium had gemaakt.
Aanvankelijk werden zijn resultaten niet geaccepteerd, hij werd zelfs gedwongen om zijn onderzoeksgroep te verlaten omdat er werd gedacht dat hij het onderzoek vervalst had. Ook na publicatie ervan werd Shechtman bespot door wetenschappers, onder wie Linus Pauling die openlijk zei: "Shechtman is talking nonsense, there are no quasikristals, only quasi-scientists" (Shechtman verkoopt onzin. Quasi-kristallen bestaan niet, alleen quasi-wetenschappers). Pas in 1987, nadat wetenschappers in Japan en Frankrijk zijn resultaat hadden gereproduceerd werd hij in ere hersteld. In 2011 verkreeg hij voor zijn ontdekking de Nobelprijs voor de Scheikunde.

## Prijzen
- 1986 - Physics award of the Friedenberg Fund for the Advancement of Science and Education
- 1988 - International Award for New Materials van de American Physical Society
- 1988 - New England Academic Award of the Technion for Academic Excellence
- 1990 - Rothchild Prize in Engineering
- 1993 - Weizmann prize in Science
- 1998 - Israëlprijs, in de natuurkunde[3]
- 1999 - Wolfprijs in de natuurkunde[4]
- 2000 - Gregori-Aminoff-Preis voor kristallografie van de Koninklijke Zweedse Academie der wetenschappen
- 2000 - Muriel & David Jacknow Technion Award for Excellence in Teaching
- 2002 - EMET Prize in Chemistry
- 2008 - European Materials Research Society (E-MRS) 25th Anniversary Award
- 2011 - Nobelprijs voor de Scheikunde voor de ontdekking van de quasikristallen[5]